# Albert Rocas
Albert Rocas Comas (Palafrugell, Girona, 21. lipnja 1982.) je španjolski rukometaš. Igra na poziciji desnog krila. Španjolski je reprezentativac.  Trenutačno igra za španjolski klub Barcelonu. Još je igrao za Garbii, Granollers, Valladolid i Portland San Antonio.
Osvajač je brončane medalje na OI u Pekingu 2008. i zlata na SP u Tunisu 2005.

## Vanjske poveznice
- profile  Arhivirana inačica izvorne stranice od 25. kolovoza 2012. (Wayback Machine)